# Bream Islands
Die Bream Islands sind eine Inselgruppe vor der Nordostküste der Nordinsel von Neuseeland.

## Geographie
Die Inselgruppe setzt sich aus vier Inseln zusammen. Sie liegt nördlich von Bream Head, einem Kap, das die bis zu 5,8 km breite Landzunge abschließt, die östlich den Whangārei Harbour in Northland begrenzt.

### Inseln
| Inselname         | Aliasname | Koordinaten           | Fläche |
| ----------------- | --------- | --------------------- | ------ |
| Mauitaha Island   |           | 35° 50′ S, 174° 36′ O | 0,44   |
| Moturaka Island   |           | 35° 50′ S, 174° 35′ O | …      |
| Tarakanahi Island |           | 35° 50′ S, 174° 35′ O | …      |
| Guano Island      |           | 35° 50′ S, 174° 36′ O | …      |

Die größte Insel der Gruppe ist die zwischen 40 m und 50 m hohe Insel Mauitaha Island. Sie ist rund 4,4 Hektar groß und verbindet sich mit der nur 45 m südlich liegenden Insel Guano Island über einem unter Wasser liegenden Felsensockel. Die beiden anderen 0,9 ha und 0,7 ha großen Felseninseln liegen 10 m bzw. 150 m vom Festland entfernt.

## Flora und Fauna
Lediglich Mauitaha Island ist gut zur Hälfte bewaldet bzw. mit Buschwerk bewachsen.